# Agapant

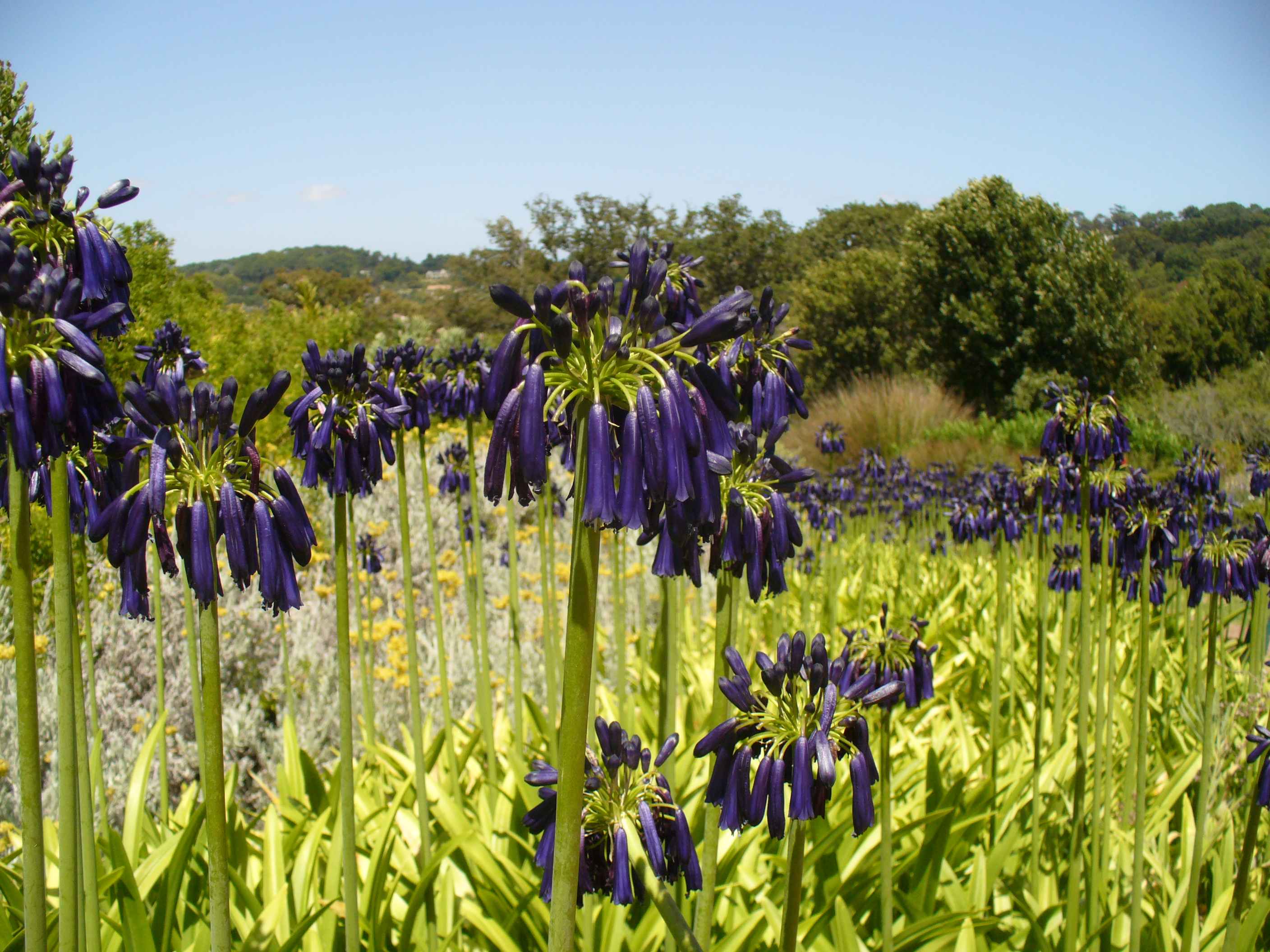
Agapanthus inapertus

Agapant (Agapanthus L'Hér.) – rodzaj roślin z rodziny amarylkowatych (Amaryllidaceae), dawniej w niektórych ujęciach systematycznych także wyodrębniany w osobnej rodzinie agapantowatych (Agapanthaceae). Obejmuje 7 gatunków występujących w naturze w Afryce Południowej. Gatunkiem typowym jest Agapanthus umbellatus L'Hér.

## Morfologia
Byliny o łukowato przeginających się, równowąskich liściach wyrastających z krótkich kłączy z długimi i mięsistymi korzeniami. Kwiaty wyrastają w gęstych baldachogronach na wysokich (czasami powyżej 1 m) głąbikach. Okwiat jest w różnych odcieniach koloru niebieskiego.

## Systematyka
Pozycja systematyczna według Angiosperm Phylogeny Website (aktualizowany system APG III z 2009)
Rodzaj należy do monotypowej podrodziny Agapanthoideae Endl., rodziny amarylkowatych (Amaryllidaceae), która tworzy grupę siostrzaną szparagowatych (Asparagaceae s.l.) w obrębie szparagowców (Asparagales) w kladzie jednoliściennych. W systemie APG II z 2003 rodzaj wyodrębniany był w monotypowej rodzinie agapantowatych Agapanthaceae.
Pozycja rodzaju w systemie Reveala (1993-1994)
Gromada okrytonasienne (Magnoliophyta Cronquist), podgromada Magnoliophytina Frohne & U. Jensen ex Reveal, klasa jednoliścienne (Liliopsida Brongn.), podklasa liliowe (Liliidae J.H. Schaffn.), nadrząd Lilianae Takht., rząd amarylkowce (Amaryllidales Bromhead), rodzina czosnkowate (Alliaceae J. Agardh), podrodzina Agapanthoideae Endl., plemię Agapantheae Dumort., podplemię Agapanthinae Benth. & Hook.f., rodzaj agapant (Agapanthus L'Hér.)
Wykaz gatunków
- Agapanthus africanus (L.) Hoffmanns. – agapant afrykański, a. baldaszkowy
- Agapanthus campanulatus F.M.Leight. – agapant dzwonkowaty
- Agapanthus caulescens Spreng. – agapant łodygowy
- Agapanthus coddii F.M.Leight.
- Agapanthus inapertus Beauverd – agapant wąskolistny
- Agapanthus praecox Willd. – agapant wczesny
- Agapanthus walshii L.Bolus

## Zastosowanie
Rośliny wykorzystywane jako ozdobne. 

## Uprawa
Rośliny wymagające gleby gliniastej, żyznej i przepuszczalnej z dodatkiem piasku i torfu, a także obfitego podlewania podczas etapu wegetacji. W krajach o cieplejszym klimacie możliwa jest uprawa prosto w gruncie. Ponieważ nie toleruje mrozów, w klimacie chłodnym uprawiany jest zazwyczaj w pojemnikach (misach, donicach), które wystawiane są w okresie cieplejszym do ogrodu. W okresie zimowym rośliny przechowywane są w pomieszczeniach z dostępem do światła, o temperaturze 1–8 °C. W tym czasie należy ograniczyć ich podlewanie.
Sadząc w doniczkach należy kłącza przysypać cienką warstwą ziemi. Kwitnięcie przypada na okres lipca do września. Wymaga słonecznych stanowisk. Agapant należy regularnie nawozić płynnymi nawozami dla roślin kwitnących. 